# ProContent
Die ProContent gGmbH ist eine gemeinnützige Bildungseinrichtung für Aus- und Weiterbildung von Journalisten und PR-Leuten, die seit 1993 zunächst als Journalistenschule Ruhr, später als Medienakademie Ruhr in Essen tätig ist. Pro Jahr bietet ProContent über 150 offene Seminare und elf Volontärs-Lehrgänge an den Standorten Essen, Hamburg, Berlin, München an.

## Geschichte
Gegründet 1993 in Essen als Journalistenschule Ruhr und seitdem tätig als Einrichtung für die überbetriebliche Aus- und Weiterbildung von Journalisten firmiert ProContent seit dem 1. Januar 2010 zunächst unter dem Namen Medienakademie Ruhr, seit Oktober 2019 unter ihrem neuen Namen ProContent. 2010 wurde ProContent auch als gemeinnützige Organisation anerkannt. Seit dem 21. Dezember 2011 ist die gemeinnützige Medien-Förderstiftung Ruhr in Düsseldorf (Anerkennung durch die Bezirksregierung Düsseldorf) Alleinaktionärin der ProContent gAG.
Mit dem 1. Januar 2016 folgt erstmals eine deutliche Erweiterung der Bildungsangebote im Hinblick auf die elektronischen Medien, das crossmediale Medienangebot sowie die PR- und Öffentlichkeitsarbeit durch den Zusammenschluss mit der Evangelischen Medienakademie Düsseldorf. Als einheitliche Marke im Außenauftritt wurde die Bezeichnung Medienakademie Ruhr verwendet.
Unter dem Firmennamen ProContent bietet die Akademie Aus- und Weiterbildungen an.

## Aus- und Weiterbildung
ProContent bietet vierwöchige Volontärs-Kompaktseminare für Journalismus Print & Online, Zeitschriften, Radiojournalismus und PR an. Begleitend können Aufbaukurse für Volontäre absolviert werden. Die Angebote richten sich an Volontäre aller Verlage und Unternehmen. Darüber hinaus werden Nachwuchsjournalisten in sogenannten „summer schools“ geschult – mehrtägige Workshops, die die Grundlagen des Journalismus vermitteln und junge Menschen mit Medienpraktikern und leitenden Redakteuren zusammenbringen.
In der Weiterbildung veranstaltet ProContent ein- bis dreitägige, offene Seminare in den Bereichen Journalismus, Print, Online & Digital, Radiojournalismus, TV-Journalismus & Bewegtbild, Medientraining, PR, Online PR, Social Media, Marketing, Präsentationstraining, Führungskräfteseminare und agiles Projektmanagement sowie modulare Zertifikatskurse an. Zusätzlich werden bundesweit individuell aufgelegte Seminare zu allen Themen aus Journalismus, Kommunikation und PR mit Fachreferenten konzipiert und durchgeführt.